# Zwickauer Damm (métro de Berlin)
Zwickauer Damm est une station de la ligne 7 du métro de Berlin en Allemagne. Elle est située dans le quartier de Gropiusstadt, de l'arrondissement de Neukölln.

## Situation sur le réseau
La station est établie au niveau du Zwickauer Damm, entre Wutzkyallee à l'ouest, en direction de Rathaus Spandau, et Rudow, le terminus au sud-est.

## Architecture
La conception de la station est la même que celle de Lipschitzallee et Wutzkyallee, due à l'architecte Rainer G. Rümmler.

## Historique
Elle est ouverte le 2 janvier 1970 lors de la mise en service d'un prolongement de la ligne depuis Britz-Süd. Elle constitue alors le terminus de la ligne 7 et le demeure jusqu'à l'ouverture de la station Rudow le 1er juillet 1972.
En 2018, Zwickauer Damm est classée monument historique avec douze autres stations comme témoins de la construction du métro dans les années 1960-1970.
Le 22 janvier 2020, la station est dotée d'ascenseurs afin de permettre l'accès des personnes à mobilité réduite, pour un coût estimé à 1,6 million d'euros.

## Service des voyageurs

### Accueil
La station comprend un quai central accessible par deux bouches équipées d'ascenseurs et d'escaliers mécaniques.

### Desserte
Rudow est desservie par les rames circulant sur la ligne U7.

### Intermodalité
Elle est en correspondance directe avec la ligne d'autobus no 271. D'autre part, à proximité les lignes no 171, X71 et N7 relient la station à l'aéroport Willy-Brandt de Berlin-Brandebourg.